# Liknelse
Liknelse eller inom den vidare kategorin bildspråk är en retorisk jämförelse mellan två begrepp där jämförelseledet utgörs av något av orden "som" eller "liksom". Liknelser kan, liksom idiom, vara språkspecifika och därför svåra att översätta. Liknelsen är ett utomordentligt vanligt stilgrepp, både i vardagens språk och i mera avancerad litterär diktion. De refererar oftast till ett känt eller lättförståeligt tillskrivet attribut hos liknelseobjektet, men behöver inte alltid vara verkligt.
Liknelser kan ofta användas som pedagogisk illustration, eller tvärtom skapa en tankeställare så man får fundera ut meningen eller söka mera kunskap. Välkända är till exempel Jesu liknelser och uttryck i Ordspråksboken i Bibeln. Flera av dessa har förankrats i olika språkbruk ursprungligen bland kristna och judar, och hör till standarduttrycken i svenskan som idiom, exempelvis "flitig som en myra", "fara fram som ett jehu", "som en ulv i fårakläder" eller snarlikt liknelser "förbjuden frukt smakar bäst", "slå sig för sitt bröst".
Begreppet kan jämföras med analogi. Detta ord syftar på en likhet eller överensstämmelse i bland annat matematisk, logisk eller biologisk mening.

## Exempel på liknelser
- "röd som en ros"
- "listig som en räv"
- "arg som ett bi"
- "stark som en oxe"
- "hungrig som en varg"
- "liten som en ärta"
- "sova som en stock"
- "vacker som en dag"
- "trivas som fisken i vattnet"
- "trogen som en hund"
- "envis som en åsna"
- "klok som en uggla"